# Парижката Света Богородица (роман)
Вижте пояснителната страница за други значения на Парижка Света Богородица.
„Парижката Света Богородица“ (на френски: „Notre-Dame de Paris“) е роман на прочутия френски писател, критик, публицист, художник, общественик и поет Виктор Юго. Романът е публикуван през 1831 г. Действието се развива в Париж, Франция през Средновековието (1482 г.) по времето на Луи XI.
През 1830 г. Виктор Юго се сблъсква с непосилната задача, поставена му от неговия издател, за една година да напише романа „Парижката Света Богородица“. Крайният срок, в който трябва да предаде книгата, е февруари 1831 г. През лятото на 1830 г., след шест месеца на забавления и фрустрация към възложената задача, най-накрая започва работа по романа. За да спре да отлага писането, събира всичките си дрехи и ги заключва, остава само с един голям шал. Денонощно работи по книгата. На 14 януари 1831 г., две седмици по-рано от крайната дата, романът е завършен и публикуван.

## Творческа история
Виктор Юго започва да пише романа „Парижката Света Богородица“ до голяма степен за да накара съвременниците си да осъзнаят стойността на готическата архитектура, която е пренебрегвана и често разрушавана, за да бъде заменена от нови сгради или промяна на части от постройки в по-нов стил. Например, средновековните стъклени панели на катедралата са заменяни от бяло стъкло, за да пропускат повече светлина в църквата. Това обяснява големите описателни глави на книгата, които далеч надхвърлят изискванията на историята. Няколко години по-рано Юго вече е публикувал документ, озаглавен „Войната срещу разрушителите“, специално насочен към спасяването на средновековната архитектура в Париж.
„Парижката Света Богородица“ е първата художествена творба, обхващаща целия живот – от френския крал до парижките плъхове, по начин, който по-късно използват и Оноре дьо Балзак, Гюстав Флобер и много други, включително Чарлз Дикенс. Огромната популярност на книгата във Франция стимулира зараждащото се историцистко движение в тази страна и силно насърчава възраждането на готическата архитектура. В крайна сметка това довежда до значителни ремонти на катедралата през 19 век. Голяма част от съвременния вид на сградата е резултат от тези реновации. Аналогичен синтез между критика и поезия, история и всекидневие, език и архитектура търси Юго в „Парижката Света Богородица“.

## Културно-исторически модели
По-късният предговор на романа легитимира добавянето на намерението три глави като текстуално разширение, което вписва в книгата едни културно-исторически модели. Двете глави на книга III: „Света Богородица“ и „Париж от птичи поглед“, заедно с „Това ще убие онова“ от книга V са вмъкнатите глави през 1832 г. Дават знание за времената, когато са били градени катедралата, градът и предхождащата културна история на човечеството. Между тях е вмъкната историята на Клод Фроло, носителя и пазителя на това знание в романа.
Едно възможно обяснение защо най-напред е публикуван концептуално олекотеният вариант на романа е: по-голямата четивност по-бързо ще му набави популярност. Втората възможност е: раздвоеният читателски образ на романа оправдава и предположението на автора, че интегралният вариант ще бъде привлекателен за по-отбрана публика. Той може да бъде четен като своеобразна тайна книга, четиво за търсачи на скрито знание, предадено посредством тайнопис, аналогичен на езотеричната символика на, във и върху сградата на катедралата.
Началото на романа разчертава двойна хронологична рамка на сюжетното протичане: веднъж посредством периода между времето на написването му и началото на случващата се в него история („триста четиридесет и осем години, шест месеца и деветнадесет дни“), втори път посредством точното времево указание (6 януари 1482 г.). По този начин рамката осигурява както необходимата наративна дистанция, така и читателската осведоменост относно „кога“ и „къде“ започва действието.

## Сюжет
Първото издание на „Парижката Света Богородица“ се появява в Госелин на 16 март 1831 г., предшествано от кратък предговор, където Юго припомня надписа, който е видял „в тъмен ъгъл на една от кулите“ на катедралата, гравиран с главни гръцки букви „ἈΝΆΓΚΗ“ (тоест Ананкè, древногръцка богиня на съдбата). Писателят избира да го преведе „фаталност“ и той го вдъхновява да напише романа.
Встъпителните „бележки на автора“ към „окончателното“ издание на „Парижката Света Богородица“ от 1832 г. започват с намерението да поправят едно погрешно мнение. Става дума за допълването на няколко „нови“, както било обявено, а всъщност „неиздадени“, както твърди Юго, глави в романа. Беглото сравнение с предговора от първото издание откроява асиметрия. Надписът ANAГKH в по-ново време е заличен – боядисан или изстърган. Неговата поява и разчитането му в едноименната глава придават на това старогръцко име на съдбата множество функции, една от които е да поддържа в романа мистификационната игра на (псевдо)историческа достоверност и посвещаване в скрито знание. По-късният предговор е с по-литературни параметри. Легитимира добавянето на намерените три глави като текстуално разширение, което вписва в книгата едри културно-исторически модели.
Париж, 1482 г. циганката Есмералда (родена като Агнес) завладява сърцата на много хора, включително и на капитан Феб и Пиер Гренгоар, но особено на Квазимодо и неговия настойник архидякон Клод Фроло. Фроло се разкъсва между натрапчивата си похот към Есмералда и правилата на катедралата „Парижката Света Богородица“. Той нарежда на Квазимодо да я отвлече, но гърбушкото е заловен от Феб и неговите пазачи, които спасяват Есмералда. Гренгоар се опитва да помогне на Есмералда, но Квазимодо го поваля. Пиер е заплашен да бъде обесен от просяците, но Есмералда го спасява, като се съгласява да се омъжи за него четири години.
На следващия ден Квазимодо е осъден да стои за един час на позорния стълб и един час публично порицание. Моли за вода и единствено Есмералда се доближава и му предлага да пие. Тя го спасява и така печели сърцето му.
По-късно Есмералда е арестувана и обвинена в опит за убийство на Феб, когото Фроло действително се опитва да убие заради ревност, след като вижда опита на капитана да съблазни циганката. Тя е осъдена на смърт чрез обесване. Квазимодо се спуска по въжетата на камбаните на „Парижката Света Богородица“ и отвежда Есмералда в катедралата под закрилата на храма, където временно е предпазена от арест.
Фроло по-късно съобщава на Гренгоар, че Парламентът е гласувал за премахване на правото на Есмералда от закрила в Катедралата и ще бъде отведена, за да бъде убита. Клопен, водачът на циганите, чува новината от Гренгоар и събира гражданите на Париж, за да обсади катедралата и да спаси Есмералда.
Когато Квазимодо вижда циганите, той решава, че са дошли да наранят Есмералда и затова ги отблъсква. Също така той мисли, че подчинените на краля искат да я спасят и се опитва да им помогне да я намерят. Тя е спасена от Фроло и Гренгоар. Но след още един неуспешен опит да спечели любовта ѝ, Фроло предава Есмералда, като я издава на войниците и наблюдава обесването ѝ. Квазимодо вижда смеха на лицето на Клод Фроло към бесилото на площада и го блъска от „Парижката Света Богородица“ и архидяконът намира смъртта си.
Внушителната сграда на катедралата с масивни стени, високи кули, камбанарии и тайнствена вътрешност е всевиждащ статичен очевидец на действията в повествователните равнища на романа. Нейните зловещи подземия са „един вид втора сграда, в която се слизаше, вместо да се изкачва“. В „такава една яма“ Есмералда е затворена и измъчвана – жива погребана по силата на типично готически мотив.
Хипнотизиращото пророчество „това ще убие онова“, произнесено от архидякон Клод Фроло, вписва в историческо-готическия роман „Парижката Света Богородица“ едновременно епитафия на архитектурата и възхвала на книгата.

## Герои
- Квазимодо е един от главните герои на романа. Той бие камбаните на „Парижката Света Богородица“, почти не говори и е полусляп гърбушко. Звънът на църковните камбани е допринесъл и за глухотата му. Изоставен от майка си като бебе, той е отгледан от Клод Фроло. Животът на Квазимодо е в пределите на катедралата и неговите единствени интереси са камбаните и любовта и предаността към Фроло. Той рядко се осмелява да излезе извън катедралата, защото гражданите на Париж го презират и избягват заради външния му вид. Случаите, когато той се появява, включват участието му във Фестивала на шутовете – по време на който той е избран за папа на шутовете за ужасната му външност; последвалият опит да отвлече Есмералда, за да я спаси от бесилката; да доведе Феб при Есмералда; последният случай е окончателното му напускане на катедралата в края на романа. В историята се разкрива, че бебето Квазимодо е разменено от циганите с Есмералда, която те са отвлекли.

- Есмералда (родена Агнес) е красива 16-годишна циганка, танцуваща по улиците със своята козичка Джали. Есмералда е състрадателна и мила. Тя е главната героиня на романа. Привличаща вниманието на гражданите, тя преживява променливите им нагласи – първо я обожават като артист, а след това я мразят и обвиняват за вещица. Тя е обичана от Квазимодо и Клод Фроло, но за съжаление тя се влюбва безнадеждно в капитан Феб, красив войник, когото тя вярва, че ще я защитава, но той просто иска да я съблазни. Тя е един от малкото герои, които показват на Квазимодо човешка доброта, когато му дава вода след побоя му.

- Клод Фроло, основният антагонист в творбата е архидяконът на „Парижката Света Богородица“. Суровото му отношение и неговите алхимични опити го отклоняват от парижаните, които вярват, че е магьосник. Родителите му са загинали от чумата, когато е бил млад, без семейство, освен Квазимодо, за когото се грижи и неговия разпуснат по-малък брат Жеан, който неуспешно се опитва да поеме към по-добър живот. Многобройните грехове на Фроло включват блудство, неуспешна алхимия и други пороци. Неговата луда любов към Есмералда поражда верига от събития, включително опит за отвличане, което води до присъдата на Квазимодо, а архидяконът почти убива Феб от ревност, което води до екзекуцията на Есмералда. Метаморфозата на Клод Фроло е фигура за изпитание на човешката способност да понася и върши зло. Изпитанието му започва с изненада и наслада от откриването на другия пол: първата гледка на Есмералда разпалва чувства, отслабва властта на разума. танцува неуморно във въображението
- Жеан Фроло (с прякора Жеан „Мелницата“) е 16-годишният буен малък брат на Клод Фроло. Той е размирник и студент в университета. Той е зависим от парите на брат си, които обаче пропива. След като брат му спира да го издържа, започва да се държи неприлично и неуважително. Умира изкачвайки една от кулите на катедралата със стълба, но Квазимодо го вижда и го избутва.
- Феб дьо Шатопер е капитан на кралските стрелци и второстепенен антагонист в романа. След като спасява Есмералда от отвличане, тя се влюбва в него и той също е заинтригуван. Вече се е сгодил за красивата, но злобна Фльор дьо Лис, но въпреки това иска да прелъсти Есмералда. Феб оцелява след нападението на Фроло, но Есмералда е смятана за възможния похитител от всички, включително и от самия Феб, който вече не я желае. Той е осъден на нещастен брачен живот с Фльор дьо Лис.
- Фльор дьо Лис дьо Гондельор е красива и заможна общественичка, сгодена за Феб. Вниманието на Феб към Есмералда я прави несигурна и ревнива. Фльор и нейните приятелки презират Есмералда. Фльор дьо Лис по-късно не съобщава на Феб, че Есмералда не е била екзекутирана, което лишава двамата от по-нататъшен контакт. Романът завършва със сватбата на Фльор и Феб.
- Пиер Гренгоар е поет. Той погрешно намира пътя си в „Двора на чудесата“, местността на тюните. За да запази тайната, Гренгоар трябва или да бъде убит, или да се ожени за циганка. Въпреки че Есмералда не го обича и го смята за страхливец, а не за истински мъж, тя го съжалява и се омъжва за него. Но тъй като вече е влюбена във Феб, не позволява на Пиер да я докосне.
- Сестра Гюдюл, наречена „Кълчищната“, живее отшелнически в центъра на Париж. Тя се измъчва от загубата на дъщеря си Агнес, която смята, че е била изядена от циганите като бебе, и посвещава живота си на тъга по детето си. Изгубената ѝ дъщеря се оказва Есмералда. Открива това само миг преди Есмералда да бъде обесена. Гюдюл е случайно убита от един от кралските войници, докато се опитва да попречи да вземат дъщеря ѝ.
- Клопен Труйфлу е кралят на тюните. Той осъжда Гренгоар на бесилката и води „сватбата“ му с Есмералда. Той свиква Съда на чудесата, за да спаси Есмералда от катедралата. Идеята е предложена от писателя Гренгоар. В крайна сметка, Клопен е убит по време на атаката от кралските войници.
- Метр Жак Шармолю е приятел на Фроло, който отговаря за изтезанията на затворниците. Той изтезава Есмералда, която признава фалшиво, че е убила Феб. След това я вкарва в затвора.

## Главни теми
Оригиналното френско заглавие на романа „Notre-Dame de Paris“ („Парижката Света Богородица“) показва, че самата катедрала е най-значимият аспект на романа. Тя е както основна, така и фокусна тема на историята. С написването на романа си Юго изказва съжалението си от разрухата на сградата. Книгата описва романтичната епоха като една от крайните в архитектурата, страстта и религията.
Други теми са за детерминизма (съдбата, както е заложено в предговора на романа чрез въвеждането на думата „ANANKE“), както и темите революция и социални конфликти.

## Адаптации
Повечето телевизионни и филмови адаптации интерпретират по свой начин оригиналния сюжет на „Парижката Света Богородица“ като в различна степен се отдалечават от него. Някои дори завършват с хепиенд. Романът многократно е филмиран. Най-старата киноадаптация е филмът „Есмералда“ от 1905 г. По романа са правени и мюзикъли. Сред най-добрите адаптации е класическият филм от 1939 г., в който ролята на Квазимодо се изпълнява от Чарлз Лотън, а на Есмералда – от Морийн О’Хара. Една от най-близките до романа адаптации е френският филм от 1956 г. с Антъни Куин и Джина Лолобриджида. В адаптацията на „Disney“ от 1996 г. краят е вдъхновен от опера, написана от самия Юго. Влиянието на великия френски писател се запазва във филми, музика, театър, балет, радио, дори и в някои компютърни игри като „Гърбушкото“ от 1983 г.

### Филми
- Esmeralda, 1905 – френски кратък ням филм
- The Hunchback of Notre Dame, 1911 – ням филм
- The Darling of Paris, 1917 – ням филм
- Esmeralda, 1922 British – ням филм
- The Hunchback of Notre Dame, 1923 – ням филм
- The Hunchback of Notre Dame, 1939 – озвучен филм
- Гърбушкото от Нотр Дам, 1996 – филм на Уолт Дисни Фийчър Анимейшън
- Quasimodo d'El Paris, 1999 – пародия

### Театър
- През 1977 г. адаптация от Кен Хил е възложена и организирана от Националния театър в Лондон.
- През 2010 г. адаптация от Pip Utton, организирана в The Pleasance като част от фестивала в Единбург.
- През 2010 г. оригиналната адаптация на Myriad Theatre & Film организирана в Лондон и след това обиколя Южна Англия.
- През 2012 г. в Selby Abbey се провежда адаптация по театър Belt Up.
- През 2013 г. е играна точно 100 спектакъла в театър София, постановка, сценична версия и музикална картина Лилия Абаджиева.[2]

### Балет
- La Esmeralda (1844) – хореография на Жул Перо, музика на Чезаре Пуни. Първо изпълнение в театъра на Нейно величество в Лондон. Балетът има дълга история на представянето в Русия през сътворенията на хореографа Мариус Петипа в Санкт Петербург през края на 19 век.
- Дъщеря на Гюдюл или Есмералда (1902) – хореография на Александър Алексеевич Горски, музиката на Антоан Симон
- Notre-Dame de Paris (1965) – хореография на Ролан Пти, за първи път изпълнена от Парижкия оперен балет.

## На български език
Романът в превод е издаван многократно в България. Последният превод е на преводача от френски език Лилия Сталева. Нейният превод е преиздаден, като е включен през 2009 г. в поредицата романи „Златна колекция на ХІХ век“.